# طائر الحوم
طائر الحوم هي رواية شهيرة للكاتب السوري حليم بركات. وهو عالم اجتماع بالإضافة إلى كونه أستاذ جامعي وروائي. ولد في الكفرون في سوريا عام 1933، حصل على شهادة البكالوريوس والماجستير في علم الاجتماع من الجامعة الأمريكية في بيروت.
وهي ضمن أفضل مائة رواية عربية.

## نبذة عن الرواية
رواية طائر الحوم حليم بركات رواية متفردة بالغة الرقة والحساسية، إضافة إلى مرآتها في التصدي لعدد من القضايا الشائكة التي تكاد تكون حرمة. هذا عدا عن معمارها الفني الجديد والمتميز. وبقدر ما توغل هذه الرواية في الماضي. بحيث تبدو أقرب إلى سيرة الطفولة، فإنها شديدة الحضور من الراهن، في الهموم المعاصرة، كما لا تغفل عن التنبيه لأخطار المستقبل. لذلك ليس من السهل تضيفها ضمن العناوين السائدة، أو حصرها في إطار ضيق، إنها تذكر وبوح وتأمل، وتصل في أحيان كثيرة إلى مستوى الشعر الخالص، دون أن تنسى خطها الدرامي الذي يجعلها إحدى أبرز الروايات التي صدرت في السنوات الأخيرة.في رواية طائر الحوم يقدم لنا حليم بركات بأسلوب شاعري أخّاذ تقريراً صادقاً عن حياتهِ الشخصية، ففي رواية قصيرة ذاتية ومركزة يستعيد بركات ماضيه كله ويزودنا بوثائق أصلية عن رحلة حياة طويلة في الاقتلاع والحنين إلى الوطن والاغتراب والنفي الأبدي.

## موضوع الرواية
تبدأ بنقطة ارتجاع سينمائية وتنفتح على مشهد من الماضي هو” الكفرون ” قرية المحرر ومسقط رأسه إذ تظهر في السماء أسراب من طيور الحوم الوديعة الرائعة الجمال تتأمل رحيلها إلى مناطق دافئة بعد حتى انتهى موسم الصيف وبدأ فصل الخريف. وسرعان ما يتحول هذا المشهد الهادئ الجميل إلى مشهد دموي إذ يطلق الصيادون الأشرار نيران بنادقهم فجأة على الطيور البريئة فتسقط مضرجة بجراحاتها بأجنحة مترنحة ويتناثر ريشها الأبيض والأسود فوق رؤوس الأشجار ثم يسقط في النهر حيث يمتزج ماؤه بالدماء. وأمام هذا المشهد يقف الطفل الراوي مراقباً بجزع وخوف الطيور الصامتة البريئة وهي تنتظر موتها البطيء.
بات الطفل الراوي الذي شهد عدوان الصيادين وشر الناس معذب روح الطفولة نتيجة الظلم والعدوان الممارس ضد الطيور والمنطبق على الأفراد والمجتمعات والأمم. كما بات مشحوناً بكراهية شديدة لبشاعة هذا العالم، الذي ينذر نفسه داعية للتمرد والحرية والثورة في جميع مجالات الحياة.
وفي مشهد آخر يستعرض بركات ذكرى أليمة عصفت به وهو طفل حين يقف برعب وهول أمام فراش أبيه الذي كان يقابل الموت في آخر لحظات احتضاره، فتأتي حادثته بالغة التأثير قوية، خارقة للروح وباعثة على البكاء. إضافة إلى وصفه لشخصية أبيه، هذه الشخصية التي طغت على الرواية وتسربت في ثناياها، تدخل وعي القارئ ولا تخرج منه. لقد رسم صورة رائعة، صورة أب أصيل من أيام الدنيا الغابرة، مثالي، ذي وقار وذي هيبة يمضي عمره في خدمة زوجته وأولاده.
الطفل يكبر ثم يرحل إلى أمريكا ويصبح أستاذاً جامعياً. لكنه في البلد الذي هاجر إليه يعود للقاء الموت من جديد. هذه المرة يقابل موت أمه الطاعنة في السن. هذه الأم هي مريضة الآن بأكثر من سقم ومصابة فوق ذلك بالنسيان وأمست في حالة فقدان وعي دائم وتتأرجح ما بين الحياة والموت. وأن كانت حادثته في موت أبيه حادة ومؤثرة إلا حتى حادثته في وصف صورة أمه المقدسة لا تقل قوة وحساسية عنها بل تنحفر بعمق في وعي القارئ وتبقى خالدة.

## مقتطفات من الرواية
- لماذا تنظر إلي هكذا؟

- أنظر إلى نفسي فيك.
- لم أكن أدري أنني مرآة
- أرى نفسي جذع شجرة في وجنتيك المائيتين
- جذع شجرة عتيقة تحولت مسكناً للنمل
- بل غضن صفصافة يتكون
- اسمع زهقت من هذه العيشة، شغل، نوم، قراءة الجريدة، مراقبة التلفزيون، دفع الفواتير، عزائم، طبخ، جلي، إلى متى تستمر هذه العيشة؟ ما معناها؟ متى نتمتع بما نملك؟ غداً لن نملك حياتنا.
- أحلم أن نتحرر من كل المسؤوليات بما فيها العمل ونسافر إلى مختلف انحاء العالم، ولكننا لا نفعل شيئا يستحق الذكر، ننهض صباحا، نشرب القهوة، نقرأ الجريدة، نمضي إلى العمل فنغرق في دهاليزه وتفاصيله، ونعو مرهقين فنشرب كأساً، نأكل، نراقب التلفزيون، وننام في مقاعدنا قبل ان نذهب إلى الفراش.
- حياتنا، مزيد من المآسي، من التفتت حتى يتقاتل الإنسان مع نفسه إذا لم يجد من يتقاتل معه، من الكفاح العبثي، من الانهزامات التاريخية، من الانحدار إلى مستويات من الهزال لم نكن نتصور انه يمكن الوصول إليها.
- الإنسان هو المسؤول عن انقاذ الآلهة كما كان مسؤولا عن خلقهم.
- أهم ما يجب أن يتعلمه الإنسان هو ان يعرف متى وكيف ولماذا يموت، هل أعرف كيف أموت في المستقبل؟ في أي مستقبل أريد أن اموت؟ هل أدرك متى يحين وقت الرحيل بأناقة وكرامة وطمأنينة؟ هل سأتمكن من الوصول إلى قرار قبل ان اجتاز ذلك الخط الفاصل فلا أعود أميز بين الخيال والواقع؟
- ندم أنه لم يتزوج، ولكنه من ناحية أخرى يشعر بالارتياح لأنه لم يتسرع ويتزوج لمجرد انه سافر ليتزوج، ادك ان هناك خطأ ما، فقد وجد نفسه في جو غير طبيعي، يبحث عن عروس كما يبحث عن شقة يستأجرها، ليس هذا ما يريده لنفسه، اراد ان يكون زواجه عفوياً، ان يقع في الحب اولا، لا ان يقع في الزواج فجأة ودون مقدمات ثم يحاول ان يخلق الحب خلقاً.
- الموت هو نهاية الذين ماتوا وليس الذين ما يزالون أحياء.
- رائع ان نشرف على المدينة من هذا العلو الشاهق، كفانا الغرق في التفاصيل والاجزاء، رائع ايضاً، بل من الضروري، ان نراقب الشكل العام، ان نكتشف العلاقات بين الاشياء، وكيف تلتقي وتكون صورة مذهلة فتتحول إلى كائن جديد هو أبدع من الاجزاء واهم، الحقيقة ليست العناصر منفردة بل العلاقات فيما بينها، طبعا مثل هذا القول ينطبق على الافراد والمجتمع.
- نستهضم نحن العرب الاجنبي إذا ما حاول ان ينطق بالعربية ولو جاءت كلماته مشوهة، ونحاسب أنفسنا بقسوة فنسخر من أحدنا إذا اقترف خطأ صغيراً عندما يتكلم الإنجليزية أو الفرنسية.
- لن نتوقف عن الحب، لن نترك انفسنا تتجاوز الحدود التي لا يمكن بعدها ان نسيطر على حياتنا اتمنى الا نترك أنفسنا

- كيف ندرك اننا نقترب من الحدود؟
- ارجو ان ندرك، لم نختر ولادتنا، على الاقل يجب ان يكون بإمكاننا ان نختار موتنا
- أرى حوارنا غريباً
- أنت على حق
- من ناحية أخرى نكبت دائما تساؤلاتنا الحرجة
- نعيش حالة شعرية عابرة، وطالما نعيشها لا اجد ضرورة للعودة إلى الواقع والتحليل، لنتمتع بها فقط، كم مرة في العمر نفلت من دورة الواقع
- في حالتك يجب أن تسأل كم مرة تعود إلى الواقع
- الحلم الواقع، ما الفرق بينهما، ليس هناك حدود فاصلة، ربما كلاهما وجه للحقيقة
- اعتدنا ان نسلك الطريق السليمة، نتجنب المغامرات حتى تفرض علينا فرضاً.
- أكاد أصل إلى شفير البكاء، وضع محزن حقاً، بالنسبة لي، لم أبك منذ زمن بعيد، أظن أنني تجاوزت مرحلة البكاء، آه من القهر، ان تكون في حفرة رطبة وحدك ودون وعد بالخلاص شيء يمزق قلبي، أحس بألم داخل دماغي وفي صدري ومعدتي، تعبنا من الهجرة.
- طالما تصر أن تجعل الكفرون (قرية الكاتب) المرجع، لن تتمكن أن تبدأ علاقات جديدة وترى نوعا آخر من الجمال، ولو كنت منصفاً ستقودك مقارنتك إلى إعادة النظر!
- هم اقتلعوا أنفسهم من مجتمعاتهم السابقة ولم يلتفتوا إلى الوراء، فأصبح بإمكانهم أن يبدأوا انقياء.[1][2]